# Drets del col·lectiu LGBT al Tadjikistan

Situació del Tadjikistan

Les persones lesbianes, gais, bisexuals i transsexuals (LGBT) del Tadjikistan s'enfronten a problemes legals que no experimenten les persones residents que no són del col·lectiu LGBT. L'activitat sexual entre homes i dones del mateix sexe és legal al Tadjikistan, però les parelles del mateix sexe i les llars encapçalades per parelles del mateix sexe no tenen dret a les mateixes proteccions legals que les parelles casades heterosexuals.
Les persones LGBT solen ser objecte de freqüent discriminació, assetjament i violència per part de les autoritats i de la societat de majoria musulmana.

## Legalitat de l'activitat sexual entre persones del mateix sexe
L'activitat sexual entre homes i dones del mateix sexe és legal al Tadjikistan des de 1998. L'edat de consentiment és de 16 anys, independentment del gènere o l'orientació sexual.

## Reconeixement de les relacions entre persones del mateix sexe
El Tadjikistan no reconeix les unions entre persones del mateix sexe.

## Identitat i expressió de gènere
Les persones transgènere «s'enfronten a un gran estigma i discriminació» al Tadjikistan.
Segons la llei tadjik, les persones transgènere poden canviar el seu gènere legal en el seu passaport si presenten una declaració mèdica que s'han sotmès a una cirurgia de reassignació sexual. No obstant això, en la pràctica, la falta de consciència, sumada a la corrupció i la burocràcia, fa que el procés pugui ser molt més difícil. Fins a l'any 2014, només s'han realitzat dues operacions de canvi de sexe al Tadjikistan; la primera en 2001 i la segona el gener de 2014.

## Condicions de vida
Encara que la llei no prohibeix l'activitat sexual entre persones del mateix sexe, la situació actual del país no és favorable per a les persones LGBT. Això es deu principalment a la religió i les creences locals, així com a la influència exterior. L'assetjament de la policia i de la resta de la població és habitual. En 2017, les autoritats van elaborar una «llista oficial» de ciutadans LGBT després de dues operacions estatals denominades «Moralitat» i «Purga».

## Opinió pública
Els líders religiosos islàmics tenen una influència significativa en la posició de la societat tadjik sobre els temes LGBT. El Mufti Suprem del Tadjikistan Saidmukarram Abdulkodirzoda ha condemnat públicament les relacions entre persones del mateix sexe, qualificant-les de «desastre». A més, va condemnar als països que han legalitzat els matrimonis entre persones del mateix sexe i es va pronunciar en contra dels activistes de drets humans i de les lleis que protegeixen a les persones LGBT de la discriminació.
Diversos psicòlegs i metges tadjiks consideren que l'homosexualitat és una forma d'addicció comparable a la drogoaddicció i l'alcoholisme, i ofereixen «mètodes de curació». No obstant això, l'Organització Mundial de la Salut els considera pseudocientífics. S'han notificat diversos casos de tractament irrespectuós de pacients LGBT per part del personal mèdic.

## Taula de resum
| Activitat sexual legal amb el mateix sexe                                                                    | (Des de 1998)        |
| Mateixa edat de consentiment                                                                                 | (Des de 1998)        |
| Lleis antidiscriminació a la feina                                                                           | No                   |
| Lleis antidiscriminació en la prestació de béns i serveis                                                    | No                   |
| Lleis antidiscriminació en tots els altres àmbits (inclosa la discriminació indirecta, la incitació a l'odi) | No                   |
| Matrimoni del mateix sexe                                                                                    | No                   |
| Reconeixement de les parelles del mateix sexe                                                                | No                   |
| Adopció de fillastres per parelles del mateix sexe                                                           | No                   |
| Adopció conjunta per parelles del mateix sexe                                                                | No                   |
| Prestació de servei militar per gais i lesbianes                                                             | No                   |
| Dret legal a canviar de gènere                                                                               | (requereix cirurgia) |
| Accés a la fecundació in vitro per lesbianes                                                                 | No                   |
| Teràpia de conversió prohibida als menors                                                                    | No                   |
| Subrogació comercial per a parelles d'homes homosexuals                                                      | No                   |
| Permís per donar sang als HSH                                                                                | No                   |